# Asan Arapović
Hasan-aga Arapović (? — 1669.) je bio bogati zemljoposjednik i vođa graničara Turskog Carstva u 17 stoljeću. Imao je svoje posjede u Zagvozdu, Župi i Grabovcu te svoju kulu u Vinica. Mjesto njegovog podrijetla je vjerojatno Mostar ili Ljubuški. Poslije njegove smrti 1669 godine Arapovići se opet sele u Ljubuški i mjesto Vitina i vraćaju se katoličkoj vjeri.

## Hasan-aga kao lik u pjesmi
Hasan-aga Arapović je najpoznatiji kao muž Fatime Arapović rođ. Pintorović iz pjesme Asanaginica.Ta čuvena hrvatska usmena balada govori o tome kako je Hasan-aga bio ranjen u borbi protiv kršćana, te da su ga posjetile majka i sestra, ali ne i žena, tada je on odbacuje i ona se po bratovu nalogu (beg Pintorović) udaje za imotskog kadiju.Na svadbi kada prolazi kraj svoje djece umire od boli.

## Spomeni o Hasan-agi
opat Pavao Šilobadović u svojoj kronici piše:
1664.; miseca ilinšćaka na 7. harambaša Parać; samo 6o junaka; otiđe u planinu inamiri se u Zavelimu na Harapoviće; onde se pobiše; 3 živa uhitiše; 2 glavuodsikoše; i Turci se dobro podniše; 1 našeg ubiše i Paraću ruku pribiše; a ostalisvi zdravo f. B. Gosp.
1664.; miseca listopada na 20. biše tri mejdana pod Kozicom Mati Bilosaljić iTurčin iz Ljubuškoga i rani Turčina vrlo po ruci-i Grgur Perić iz Živogošća imenom Deranja; a Turčin od Mostara harambaša Harapović; ali Turčin rani našega po livojruci ter vrlo-i Jivan Medvidović imenom Galijot; a Turčin od Mostara harambaša odbanduri.
Hasan-aga je poginuo 17. marta 1669. godine u okršaju s primorskim ustanicima:
1669.; miseca marča na 17. budući otiša Ilija Bogdanović u četu; samo 6 druga;ter ošpija Turke na Zadvarju i poruči po ostale četnike da dodju; i podje ji 80ljudi k njemu i uzeše kulu na Poletnici i u kuli 3 kršćanina. Kulu opališe; izašli Turci iz Zadvarja na pomoć; ali ji naši dočekali u busiji; 3 ubili a jednoga živa dovedoše. Ubiše Hasanagu Arapovića i to tako.
U proznom dijelu ( Razgovora ugodnog ) Kačića o smrti Hasan-age piše:
Na 1669 marča na 16. Otiđe osamdeset vojnika s Makarske na Zadvarje; uzeše kulu u Poletnici; pak je upališe. Vidjevši Turci Zadvarani da kulagori; izađoše njoj na pomoć; i dočekaše ji Makarani pak se s Turcima pobiše: tri vrsna ubiše Turčina; a jednoga ufatiše živa. Pogibe na tomograšu Asan-aga Orapović; silni mejdandžija; koji biše na mejdanu ranio Deranju ajduka pod Kozicom; i posiče ga Tadija Kulišić. Baš se biše junak na junaka namirio.
U (Razgovoru ugodnom) su i stihovi:
Di je sada zmija od Mostara;
po imenu Turčin Hasan-ago
Orapović; silni mejdandžija ? 
Pogubi ga Kulišić Tadija 
na Zadvarju; više sinja mora.
Dvori zadvarskog dizdara su ubrzo poslije njegove smrti opljačkani i zapaljeni:
1669.; miseca ilišćaka na 16. Naša četa podje na Vinicu i palili dvore Dizdara od Zadvarja i našli dosta robe svakojake; donili svekoliko što vridi i svi zdravo.
U narodnoj predaji Orapović se navodi i kao ( Orap ). U toku 1648. godine fra Petar Kumbat je podigao ustanak i orobio i zapalio preko osamdeset turskih kula i dvorova u Imotskom i njegovoj okolini. Taj događaj je sto godina kasnije opjevao fra Filip Grabovac u svom "Cvitu" i tiskao u Veneciji. Na jednom mjestu u "Kumbatovoj pjesmi" se navodi:
Osamdeset kula porobiše; 
a još veće bilih dvora biše. 
i porobi Orapove dvore.
Poginuo je u boju s Makaranima ožujka 1669. godine podno kule Poletnice.